# Progonyleptoidellus
Genre
Synonymes
- Laneius Soares, 1942
- Piraquara Piza, 1943

Progonyleptoidellus est un genre d'opilions laniatores de la famille des Gonyleptidae.

## Distribution
Les espèces de ce genre sont endémiques de l'État de São Paulo au Brésil.

## Liste des espèces
Selon World Catalogue of Opiliones (18/09/2021) :
- Progonyleptoidellus bocaina Benedetti & Pinto-da-Rocha, 2019
- Progonyleptoidellus fuscopictus (Soares, 1942)
- Progonyleptoidellus picinguaba Benedetti & Pinto-da-Rocha, 2019
- Progonyleptoidellus striatus (Roewer, 1913)

## Publication originale
- Piza, 1940  : « Novos Gonyleptidae do Brasil. » Arquivos de Zoologia do Estado de São Paulo, vol. 1, p. 53–66.